# Central Japan Railway Company
Central Japan Railway Company (jap. 東海旅客鉄道株式会社 Tōkai Ryokaku Tetsudō Kabushiki-gaisha), nazywana w skrócie JR Central (jap. JR東海 JR Tōkai) – przewoźnik wchodzący w skład grupy JR (JR Group) i prowadzący transport kolejowy na obszarze środkowego Honsiu. Siedziba główna spółki mieści się w Nakamura-ku, w Nagoi, w prefekturze Aichi.
JR Central jest najbardziej dochodowym operatorem kolei dużych prędkości w Japonii. W 2009 roku przewiozła na liniach tego typu 138 mln pasażerów (na 289 mln w całej Japonii). Natomiast całkowita liczba przewiezionych pasażerów w 2008 roku wynosiła 528 mln, co dało 55,811 mld pasażerokilometrów rocznie.
Centrum operacyjnym firmy jest dworzec Nagoja. Najbardziej ruchliwą linią jest Linia Główna Tōkaidō pomiędzy Atami i Maibarą. Spółka jest też operatorem Shinkansenu Tōkaidō pomiędzy dworcem Tokio, a stacją Shin-Ōsaka w Osace.

## Obsługiwane Linie

Obszar obsługiwany przez JR Central jest zaznaczony na kolor pomarańczowy

### Shinkansen
- Tōkaidō Shinkansen: (Tokio—Shin-Ōsaka), 552,6 km

### Linie konwencjonalne
- Główna linia Tōkaidō: (Atami – Maibara), 341,3 km
- Linia Gotemba: Kōzu – Numazu, 60,2 km
- Linia Minobu: Fuji – Kōfu, 88,4 km
- Linia Iida: Toyohashi – Tatsuno, 195,7 km
- Linia Taketoyo: Ōbu – Taketoyo, 19,3 km
- Główna linia Takayama: Gifu – Inotani, 189,2 km
- Główna linia Chūō: Shiojiri – Nagoja, 174,8 km
- Linia Taita: Tajimi – Mino-Ōta Station, 17,8 km
- Linia Jōhoku: Kachigawa – Biwajima, 11,2 km
- Główna linia Kansai: Nagoja – Kameyama, 59,9 km
- Główna linia Kisei: Kameyama – Shingū Station, 180,2 km
- Linia Meishō: Matsusaka – Ise-Okitsu, 43,5 km
- Linia Sangū: Taki – Toba, 29,1 km

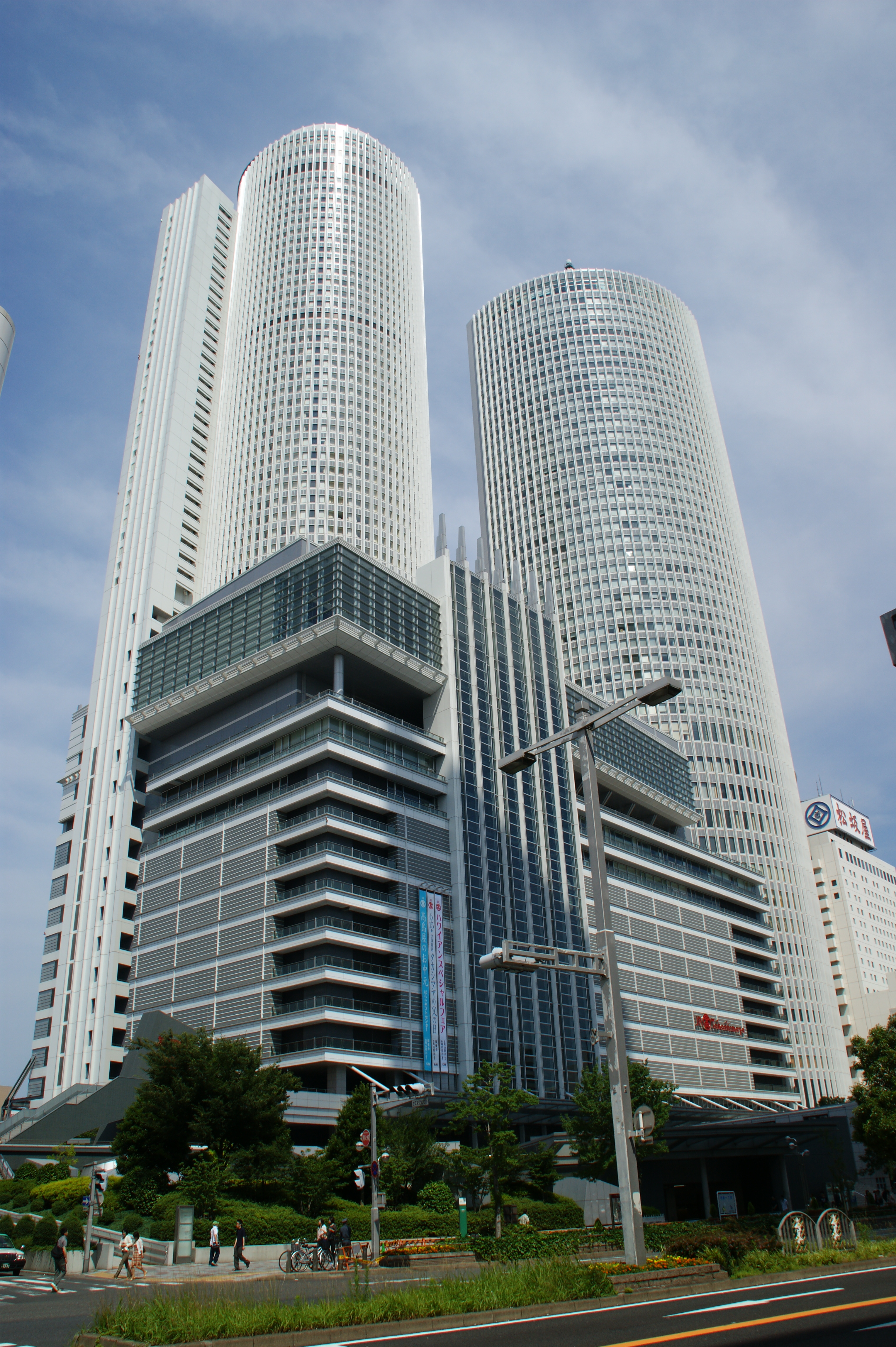
Siedziba spółki: JR Central Towers w Nagoi

## Działalność pozakolejowa spółki
- Częścią spółki jest przedsiębiorstwo komunikacji autobusowej JR Tōkai Bus Co.
- Prowadzi hotele: JR Tōkai Hotels, Nagoya Terminal Hotel i Shizuoka Terminal Hotel
- Prowadzi biura podróży: JR Tōkai Agency i JR Tours